# Támara de Campos
Támara de Campos is een gemeente in de Spaanse provincie Palencia in de regio Castilië en León met een oppervlakte van 20,75 km². Támara de Campos telt 72 inwoners (1 januari 2016).

## Demografische ontwikkeling
Bron: INE, 1857-2011: volkstellingen